# کوه رینیر
کوه رینیر (به انگلیسی: Mount Rainier) کوهی در جنوب سیاتل، واشینگتن است که بلندترین کوه ایالت واشینگتن و ارتفاعات کسکیدز است.
این کوه در پارک ملی کوه رینیر قرار دارد.